# Topola
Topola (em cirílico: Топола) é uma vila da Sérvia localizada no município de Topola, pertencente ao distrito de Šumadija, na região de Šumadija. A sua população era de 4573 habitantes segundo o censo de 2011.

## Demografia
| 1948 | 1953 | 1961 | 1971 | 1981 | 1991 | 2002 | 2011 |
| ---- | ---- | ---- | ---- | ---- | ---- | ---- | ---- |
| 965  | 1467 | 1761 | 2876 | 3482 | 4592 | 5422 | 4573 |